# Деян Милованович
Деян Милованович (серб. Dejan Milovanović / Дејан Миловановић, нар. 21 січня 1984, Белград) — сербський футболіст, що грав на позиції півзахисника.
Виступав на батьківщині за «Црвену Звезду», «Єдинство» (Уб) та «Вождовац», а також французький «Ланс» та грецький «Паніоніос». Крім того провів два матчі за національну збірну Сербії.

## Клубна кар'єра
Народився 21 січня 1984 року в місті Белград в родині футболіста «Црвени Звезди» Джордже Миловановича. Молодий Деян також вирішив стати футболістом і став вихованцем футбольної школи клубу «Црвена Звезда». Деян став першим гравцем з талановитого покоління 1984 року, який почав виступати за основну команду свого рідного клубу. Це сталося 17 листопада 2001 ріоку, коли Деяну було всього 17 років. По-справжньому він звернув на себе увагу з боку громадськості під час дербі проти «Партизана», де пройшов трьох гравців і забив м'яч. Та зустріч закінчилася з рахунком 3:0.
2004 року Деян недовго виступав за друголігове «Єдинство» (Уб), після чого повернувся в «Црвена Звезду» і у 2006 році отримав капітанську пов'язку. Всього за рідний клуб Милованович провів 209 зустрічей. Разом із «Црвеною Звездою» він зробив три «золотих дублі» на внутрішній арені.
Своєю грою за останню команду привернув увагу представників тренерського штабу клубу «Ланс», до складу якого приєднався 2008 року. У першому сезоні Деян відіграв за команду з Ланса 24 матчі (2 голи) в Лізі 2 і допоміг команді зайняти перше місце та вийти в Лігу 1. Проте після цього втратив місце в основі і лише зрідка виходив на поле, зігравши за сезон лише у 16 матчах чемпіонату. Через це по завершенні сезону сербського легіонера віддавали в оренду в рідну «Црвену Звезду» та грецький «Паніоніос».
Завершив професійну ігрову кар'єру у клубі «Вождовац», за команду якого виступав протягом сезону 2013/14 років.

## Виступи за збірні
Протягом 2004—2007 років залучався до складу молодіжної збірної Сербії та Чорногорії, а потім і новоствореної молодіжної збірної Сербії. Разом з нею він виступив на трьох молодіжних чемпіонатах Європи (фінал на Євро-2004, півфінал на Євро-2006 та знову фінал на Євро-2007), а також взяв участь в Олімпійських іграх 2004 року.
В травні 2008 року провів два матчі у складі національної збірної Сербії.

## Особисте життя
Його батько, Джордже Милованович, в кінці 70-х і початку 80-х років, виступав за клуб «Црвена Звезда». Деян також є двоюрідним братом іншого футболіста збірної Сербії Бранислава Івановича. 

## Досягнення
- Чемпіон Сербії і Чорногорії (2): 2003–2004, 2005–2006
- Чемпіон Сербії (1): 2006–2007
- Володар Кубка СР Югославії (1): 2000–2001
- Володар Кубка Сербії і Чорногорії (2): 2003–2004, 2005–2006
- Володар Кубка Сербії (1): 2006–2007